# Beri, Podgorica
Beri este un sat din municipiul Podgorica, Muntenegru. Conform datelor de la recensământul din 2003, localitatea are 485 de locuitori (la recensământul din 1991 erau 419 locuitori).

## Demografie
În satul Beri locuiesc 368 de persoane adulte, iar vârsta medie a populației este de 36,8 de ani (36,6 la bărbați și 37,1 la femei). În localitate sunt 136 de gospodării, iar numărul mediu de membri în gospodărie este de 3,57.
|  |

| Demografie | Demografie | Demografie |
| An         | Locuitori  | Locuitori  |
| ---------- | ---------- | ---------- |
|            |            |            |
|            |            |            |
|            |            |            |
|            |            |            |
| 1948       | 296        |            |
| 1953       | 287        |            |
| 1961       | 320        |            |
| 1971       | 374        |            |
| 1981       | 400        |            |
| 1991       | 419        | 417        |
| 2003       | 489        | 485        |

| \| Componența etnică conform recensământului din 2003[2] \| Componența etnică conform recensământului din 2003[2] \| Componența etnică conform recensământului din 2003[2] \| Componența etnică conform recensământului din 2003[2] \| Componența etnică conform recensământului din 2003[2] \| \| ----------------------------------------------------- \| ----------------------------------------------------- \| ----------------------------------------------------- \| ----------------------------------------------------- \| ----------------------------------------------------- \| \| \| \| \| \| \| \| Muntenegreni \| Muntenegreni \| \| 327 \| 67,42% \| \| Sârbi \| Sârbi \| \| 149 \| 30,72% \| \| Iugoslavi \| Iugoslavi \| \| 5 \| 1,03% \| \| Croați \| Croați \| \| 1 \| 0,2% \| \| necunoscută \| necunoscută \| \| 1 \| 0,2% \| |              |  |     |        |
| Componența etnică conform recensământului din 2003 |              |  |     |        |
| |              |  |     |        |
| Muntenegreni | Muntenegreni |  | 327 | 67,42% |
| Sârbi | Sârbi        |  | 149 | 30,72% |
| Iugoslavi | Iugoslavi    |  | 5   | 1,03%  |
| Croați | Croați       |  | 1   | 0,2%   |
| necunoscută | necunoscută  |  | 1   | 0,2%   |